# Lokgwabe
Lokgwabe – wieś w Botswanie w dystrykcie Kgalagadi. Według spisu ludności z 2001 roku wieś liczyła 1304 mieszkańców.